# Draco (ракетний двигун)
Draco — рідинний ракетний двигун, який розробляє і виготовляє американська компанія SpaceX для застосування на космічних кораблях (КК). На сьогодні створено два типи таких двигунів: Draco та SuperDraco (встановлюється на спускних капсулах).
Чотири невеликі ракетні двигуни Draco раніше використовувалися у реактивній системі керування (РСК) другого ступеня ракети Falcon 9 Block 2 (тепер ця система працює на охолодженому стисненому азоті). На ПКК Dragon 2 буде встановлено 16 двигунів Draco (плюс 8 SuperDraco).

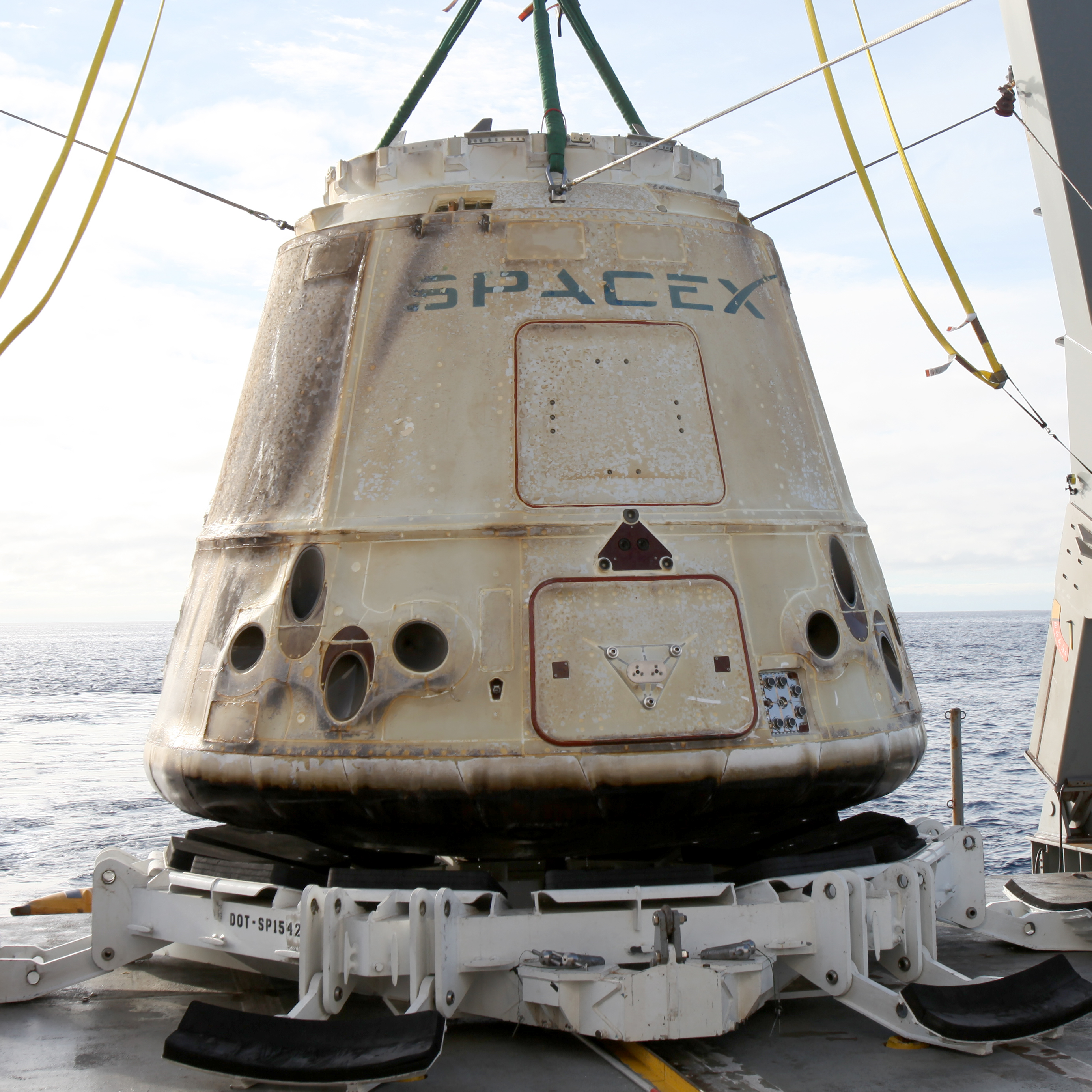
Праворуч і ліворуч на боках ПКК блоки Draco

Наразі 18 Draco використовуються на КК Dragon як РСК, а також, — система орієнтування для здійснення маневрів у космосі. Вони розділені на два блоки по чотири двигуни і на два блоки по п'ять двигунів. Після запуску і досягнення необхідної орбіти Draco допомагають КК відділитися від другого ступеня ракети і долетіти до МКС, а потім повернутися на Землю.
Один Draco може виробити 400 Н тяги, використовуючи як пальне монометилгідразин, а як окисник — азотний тетраоксид. Загальна маса палива на КК Dragon становить 1,29 т.
Тестування Draco проводили на полігоні McGregor, штат Техас. Двигун запустили, і він на повній потужності пропрацював 10 хвилин. Потім провели термічну обробку і запустили ще на додаткову хвилину.